# Mount Marcy
Der Mount Marcy ist mit 1629 m der höchste Berg des US-Bundesstaates New York und der Adirondack Mountains sowie im Adirondack Park. Er befindet sich im Stadtgebiet von Keene, im Essex County. Mount Marcy ist benannt nach dem Gouverneur William L. Marcy, welcher das Gebiet und seine Gipfel im frühen 19. Jahrhundert erkundete.